# Sicyonia
Sicyonia là một chi tôm trong họ tôm biển sâu Sicyoniidae.

## Các loài
Chi này bao gồm các loài sau:
- Sicyonia abathophila (Crosnier, 2003)
- Sicyonia adunca (Crosnier, 2003)
- Sicyonia affinis (Faxon, 1893)
- Sicyonia aliaffinis (Burkenroad, 1934)
- Sicyonia altirostrum (Crosnier, 2003)
- Sicyonia australiensis Hanamura & Wadley, 1998
- Sicyonia benthophila (De Man, 1907)
- Sicyonia bispinosa (De Haan, 1844)
- Sicyonia brevirostris (Stimpson, 1871)
- Sicyonia burkenroadi (Cobb, 1971)
- Sicyonia carinata (Brünnich, 1768)
- Sicyonia curvirostris (Balss, 1913)
- Sicyonia dejouanneti (Crosnier, 2003)
- Sicyonia disdorsalis (Burkenroad, 1934)
- Sicyonia disedwardsi (Burkenroad, 1934)
- Sicyonia disparri (Burkenroad, 1934)
- Sicyonia dorsalis (Kingsley, 1878)
- Sicyonia fallax (De Man, 1907)
- Sicyonia furcata (Miers, 1878)
- Sicyonia galeata (Holthuis, 1952)
- Sicyonia inflexa (Kubo, 1949)
- Sicyonia ingentis (Burkenroad, 1938)
- Sicyonia japonica (Balss, 1914)
- Sicyonia komai (Crosnier, 2003)
- Sicyonia laevigata (Stimpson, 1871)
- Sicyonia laevis (Spence Bate, 1881)
- Sicyonia lancifer (Olivier, 1811)
- Sicyonia longicauda (Rathbun, 1906)
- Sicyonia longicornis (Crosnier, 2003)
- Sicyonia martini (Pérez Farfante & Boothe, 1981)
- Sicyonia metavitulans (Crosnier, 2003)
- Sicyonia mixta (Burkenroad, 1946)
- Sicyonia nasica (Burukovsky, 1990)
- Sicyonia ocellata (Stimpson, 1860)
- Sicyonia olgae (Pérez Farfante, 1980)
- Sicyonia parafallax (Crosnier, 1995)
- Sicyonia parajaponica (Crosnier, 2003)
- Sicyonia parri (Burkenroad, 1934)
- Sicyonia parvula (De Haan, 1844)
- Sicyonia penicillata (Lockington, 1878)
- Sicyonia picta (Faxon, 1893)
- Sicyonia rectirostris (De Man, 1907)
- Sicyonia robusta (Crosnier, 2003)
- Sicyonia rocroi (Crosnier, 2003)
- Sicyonia rotunda (Crosnier, 2003)
- Sicyonia stimpsoni (Bouvier, 1905)
- Sicyonia taiwanensis (Crosnier, 2003)
- Sicyonia trispinosa (De Man, 1907)
- Sicyonia truncata (Kubo, 1949)
- Sicyonia typica (Boeck, 1864)
- Sicyonia vitulans (Kubo, 1949)
- Sicyonia wheeleri (Gurney, 1943)